# Kurevere (Kiili)
Kurevere est un village situé dans la Commune de Kiili du Comté de Harju en Estonie.
Au 31 décembre 2011, le village compte 28 habitants.